# Diakonisches Werk Württemberg
Das Diakonische Werk Württemberg (DWW) ist der Wohlfahrtsverband der evangelischen Kirche Württemberg. Als einer der Spitzenverbände der freien Wohlfahrtspflege werden von den einzelnen Mitgliedseinrichtungen viele soziale Aufgaben wahrgenommen.

## Geschichte
Entstanden ist die Arbeit der Diakonie im 19. Jahrhundert aus einer Reihe von Initiativen, die schwierigen sozialen Verhältnisse zu verbessern. Aufgrund von Krieg und Hungerkatastrophen hatten viele Kinder ihre Eltern verloren und mussten sich alleine durchs Leben schlagen. Es wurden die sogenannten Kinderrettungsanstalten (in Stuttgart die erste 1823) gegründet. Bald folgte die Fürsorge für Taubstumme, Blinde, Kranke und Menschen mit geistiger Behinderung. Diakonissen übernahmen in Städten und Dörfern die Gemeindekrankenpflege.
1914 schlossen sich die württembergischen Einrichtungen zum Landesverband der Inneren Mission zusammen.
Die Not in Deutschland nach dem Zweiten Weltkrieg gab den Impuls für die zweite diakonische Institution. 1945 entstand das Evangelische Hilfswerk. Es galt, den 14 Millionen Flüchtlingen und Vertriebenen, den Ausgebombten, den von Hunger bedrohten Kindern und Alten zu helfen. Es wurden Altenheime aufgebaut und Wohnraum beschafft, Heimat, Arbeit und Essen für Jugendliche bereitgestellt. Diakonische Bezirksstellen verteilten Lebensmittel, Kleider und Medikamente.
Aus beiden Hilfswerken entstand im Jahr 1950 die Arbeitsgemeinschaft der diakonischen Werke in Württemberg und erst am 1. Januar 1970 wurde daraus eine gemeinsame Organisation: Das Diakonische Werk der evangelischen Kirche in Württemberg e. V.

## Fakten
Seitdem ist das DWW selbständiges Werk der Landeskirche. Als eingetragener und gemeinnütziger Verein gehört es zu den Spitzenverbänden der Freien Wohlfahrtspflege und ist Teil des Diakonischen Werkes der Evangelischen Kirchen in Deutschland.
Die Diakonie versteht sich als Anwalt benachteiligter Menschen. Darum besteht die zentrale Aufgabe des Werkes darin, Hilfe für notleidende Menschen zu ermöglichen. Als konfessionell gebundener Verband ist das DWW zuständig für die kirchliche Sozialarbeit.
Um der Erfüllung seiner Aufgaben nachkommen zu können, nutzt der Verband die Möglichkeiten, die durch den Sozialstaat geschaffen werden und achtet darauf, dass benachteiligte Menschen zu ihrem Recht nach Unterstützung kommen.
Die Mitarbeiter des Werkes sind für drei Arbeitsbereiche zuständig: Für die eigenen Mitglieder, für die Kirche und für den Sozialstaat.
Die Mitglieder des DWW haben die Möglichkeit, verschiedene Dienstleistungen in Anspruch zu nehmen. Als Beispiele sind hier unter anderem die Beratung in Rechtsfragen oder in Betriebswirtschaft, ebenso aber auch die Öffentlichkeitsarbeit oder die Unterstützung in der konzeptionellen Arbeit zu nennen.
Für die Kirche werden zentrale Aufgaben erledigt. Dabei geht es einerseits darum, notleidende Kirchen durch Spenden wie beispielsweise „Brot für die Welt“ oder „Hilfe für Osteuropa“ zu unterstützen. Andererseits werden Partnerschaften mit ausländischen Kirchen geknüpft und Gemeinden im Ausland betreut. Innerhalb des Landes bestehen kirchliche Aufgaben unter anderem in der seelsorgerlichen Begleitung von Mitarbeitern der einzelnen Arbeitsbereiche ebenso wie die Betreuung und Begleitung von Teilnehmenden am Bundesfreiwilligendienst.
Die sozialstaatliche Verantwortung nimmt das DWW wahr, indem es einerseits die Rechte und Interessen der eigenen Mitglieder vertritt. Andererseits übernimmt es die Außenvertretung für die Diakonie und arbeitet mit den anderen Wohlfahrtsverbänden zusammen, um der politischen Verantwortung nachzukommen.
Dem Diakonischen Werk Württemberg e. V. gehören über 300 Träger an, die mit über 1500 Einrichtungen die kirchliche Sozialarbeit in Württemberg bestreiten. Dabei lassen sich zwei große Arbeitsbereiche voneinander unterscheiden: Die stationären und teilstationären Einrichtungen einerseits und die offenen Dienste und ambulanten Hilfen andererseits.
Der Vorstand des Diakonischen Werks Württemberg besteht aus drei Personen: Oberkirchenrätin Annette Noller ist die Vorstandsvorsitzende. Dazu kommen Kornelius Knapp, Vorstand Sozialpolitik, und Robert Bachert, Finanzvorstand.
| Stationär und Teilstationär | Offene Dienste und ambulante Hilfen |
| --- | --- |
| Einrichtungen für: | Angebote für: |
| körperlich und seelisch Kranke | Menschen in persönlichen Krisen |
| behinderte Menschen | Menschen in sozialen Krisen |
| alte und pflegebedürftige Menschen                                                                                                   | Menschen in wirtschaftlichen Schwierigkeiten |
| wohnungslose Menschen | |
| langzeitarbeitslose Menschen | |
| Jugendliche | |
| Beispiele: Betreutes Wohnen für behinderte Menschen, Pflegeheime, besondere Wohnformen für alte Menschen, Wohnheime für Wohnungslose | Beispiele: Sozialstationen für Pflegebedürftige, die bei der Versorgung zu Hause unterstützen oder örtliche Diakonische Werke, die bei Schwangerschaftskonflikten, Überschuldung oder Problemen in der Familie beraten. |
| Insgesamt werden über 50.000 Menschen in Heimen, Krankenhäusern und anderen Einrichtungen betreut                                    | In allen 51 Kirchenbezirken gibt es Beratungsangebote und 150 Diakonie-Sozialstationen bieten Unterstützung an |

## Arbeitsbereiche
Die Schwerpunkte der Arbeit des Diakonischen Werks Württemberg sind Behindertenhilfe, Altenpflege, Jugendarbeit, Hilfe für Arbeits- und Wohnungslose und Hilfe für psychisch Kranke.
Sozialstationen (Diakoniestationen) sind Teil professioneller Pflege.

## Mitglieder
Dem Diakonischen Werk Württemberg gehören über 300 Träger an, die mit über 1500 Einrichtungen die kirchliche Sozialarbeit in Württemberg bestreiten. Dabei lassen sich zwei große Arbeitsbereiche voneinander unterscheiden: Die stationären und teilstationären Einrichtungen einerseits und die offenen Dienste und ambulanten Hilfen andererseits.
Die Vielzahl der sozialen Dienstleistungsunternehmen spiegelt wider, aus welch unterschiedlichen Töpfen die Arbeit der Diakonie finanziert wird. Je nach Einrichtung und Arbeit kommen Gelder von der Kranken- oder Pflegekasse. Teilweise müssen Bewohner die Kosten für ihre Betreuung selbst tragen. Können sie das nicht, werden sie von der Sozialhilfe unterstützt. Es werden aber auch Mittel der Kommunen, der Landkreise, aus dem Landeshaushalt oder von der Kirche übernommen. Eine immer wichtigere Rolle für die Finanzierung der Dienste spielen Spenden. Zwar machen diese Gelder zahlenmäßig einen relativ kleinen Teil aus, aber in Zeiten der knapper werdenden Mittel durch Streichungen einerseits und eine sich schnell verändernde Bedarfslage andererseits haben Spenden eine sehr große Bedeutung.

## Leitlinien
Die folgenden zehn Grundthesen fassen das Selbstverständnis des Diakonischen Werks Württemberg zusammen. In einem gemeinsamen Diskussionsprozess zwischen vielen Mitgliedern, Fachverbänden, der Mitarbeitervertretung und den Gremien des Verbandes wurde das Leitbild entwickelt. Am 10. November 1999 wurde das Leitbild in der Mitgliederversammlung verabschiedet.
Grundthesen der diakonischen Arbeit sind:
- Die biblische Botschaft ist Auftrag und Ermutigung der Diakonie
- Die Würde des Menschen steht im Mittelpunkt der Diakonie
- Die Tradition der Diakonie ist ständiger Impuls zur Erneuerung
- Die Diakonie ist Teil der Kirche
- Aufgabe der Diakonie ist die Mitgestaltung einer gerechten und solidarischen Gesellschaft
- Die Verbandsorganisation der Diakonie lebt von der Mitwirkung aller Mitglieder
- Die Verbandsmitglieder der Diakonie arbeiten partnerschaftlich zusammen
- Mitarbeiter gestalten gemeinsam die Diakonie
- Die Diakonie steht für Qualität
- Wirtschaftliches Handeln unterstützt die Erfüllung des Auftrags der Diakonie

(Quelle: Zuerst der Mensch. Verbandsleitbild des Diakonischen Werks Württemberg)